# Bautista Diamante
Bautista Diamante (* 28. Februar 2003) ist ein argentinischer Leichtathlet, der sich auf den Sprint spezialisiert hat.

## Sportliche Laufbahn
Erste Erfahrungen bei internationalen Meisterschaften sammelte Bautista Diamante im Jahr 2021, als er bei den U20-Südamerikameisterschaften in Lima in 10,53 s die Silbermedaille im 100-Meter-Lauf gewann und sich auch über 200 Meter in 21,27 s die Silbermedaille sicherte. Zudem gewann er mit der argentinischen 4-mal-100-Meter-Staffel in 41,27 s die Bronzemedaille, wie auch mit der 4-mal-400-Meter-Staffel in 3:18,92 min. Anschließend schied er bei den U20-Weltmeisterschaften in Nairobi mit 10,59 s und 20,97 s jeweils im Halbfinale über 100 und 200 Meter aus. Im Dezember belegte er bei den erstmals ausgetragenen Panamerikanischen Juniorenspielen in Cali in 21,29 s den siebten Platz im 200-Meter-Lauf und gewann mit der 4-mal-100-Meter-Staffel in 40,63 s die Bronzemedaille hinter den Teams aus Brasilien und Ecuador. Im Jahr darauf schied er bei den U20-Weltmeisterschaften ebendort mit 10,89 s im Vorlauf über 100 Meter aus und wurde über 200 Meter disqualifiziert. 2023 verpasste er bei den Südamerikameisterschaften in São Paulo mit 21,19 s den Finaleinzug über 200 Meter und belegte mit der Staffel in 39,85 s den vierten Platz. Im November gewann er bei den Panamerikanischen Spielen in Santiago de Chile in 39,48 s gemeinsam mit Tomás Mondino, Juan Ciampitti und Franco Florio die Bronzemedaille hinter den Teams aus Brasilien und Kuba.
2023 wurde Diamante argentinischer Meister im 200-Meter-Lauf sowie in der 4-mal-100-Meter-Staffel.

## Persönliche Bestzeiten
- 100 Meter: 10,53 s (+1,5 m/s), 9. Juli 2021 in Lima
- 200 Meter: 21,04 s (+0,1 m/s), 3. Oktober 2023 in Mar del Plata